# Sweet Kisses
《Sweet Kisses》是美國流行歌手潔西卡·辛普森的首張專輯，在1999年11月23日由哥伦比亚唱片發行。這張專輯的歌詞及視覺呈現，延續了1990年代後期青少年流行音樂復興的純真風格。
這張專輯的發行主要也是因為青少年藝人布蘭妮·斯皮爾斯及克莉絲汀·阿奎萊拉，她們都在1999年發行第一張專輯，銷售相當成功。《Sweet Kisses》推出後在美國一炮而紅，美國唱片業協會認證其銷售達到雙白金，也就是二百萬張專輯。這張專輯在美國以外的地區銷售量也是二百萬張。